# James Cosmo
James Cosmo (ur. 24 maja 1948 w Clydebanku) – brytyjski i szkocki aktor filmowy i telewizyjny.

## Życiorys
Jego ojcem był aktor James Copeland. Od 2000 jest mężem Annie Harris, ma dwóch synów. Kształcił się w Royal Scottish Academy of Music and Dramatic Art, studiował również w szkole teatralnej Bristol Old Vic. W telewizji debiutował w 1966 w miniserialu Ransom for a Pretty Girl. Od końca lat 60. zaczął regularnie pojawiać się w serialach i rozrywkowych programach telewizyjnych. Pierwszą rolę filmową otrzymał w 1969, kiedy to zagrał w Bitwie o Anglię. Wcielał się później m.in. w postacie Angusa MacLeoda w Nieśmiertelnym, Campbella w produkcji Braveheart. Waleczne serce, Świętego Mikołaja w Opowieściach z Narnii, Hrothgara w Ostatnim Legionie czy Glaucusa w Troi. W 2011 pojawił się w serialu HBO Gra o tron jako Jeor Mormont.

## Filmografia
- 1969: Bitwa o Anglię
- 1971: Assault
- 1973: Warship (serial TV)
- 1981: The Nightmare Man (serial TV)
- 1986: Nieśmiertelny
- 1988: Burzliwy poniedziałek
- 1994: Roughnecks (serial TV)
- 1995: Braveheart. Waleczne serce
- 1996: Emma
- 1996: Trainspotting
- 1998: Babe – świnka w mieście
- 1999: Pożegnalny pocałunek
- 2001: Droga do wolności
- 2002: Cena honoru
- 2002: Once Upon a Time in the Midlands
- 2003: Misterium zbrodni
- 2004: Troja
- 2005: Opowieści z Narnii: Lew, czarownica i stara szafa
- 2006: The Adventures of Greyfriars Bobby
- 2006: Free Jimmy
- 2006: Półmrok
- 2007: The Seeker
- 2007: Ostatni legion
- 2008: Kolor magii
- 2009: 2081
- 2010: Donkeys
- 2010: Synowie Anarchii (serial TV)
- 2011: The Glass Man
- 2011: No Saints for Sinners
- 2011: Gra o tron (serial TV)
- 2018: Król wyjęty spod prawa
- 2019: Czarnobyl (serial TV)
- 2019: Mroczne materie (serial TV)